# West Hollywood
West Hollywood – miasto w Stanach Zjednoczonych, w stanie Kalifornia, w hrabstwie Los Angeles. Utworzone w 1984 r., graniczy z Beverly Hills i Los Angeles.
Miasto jest jednym z głównych ośrodków kultury gejowskiej i ruchu na rzecz równouprawnienia osób bez względu na orientację seksualną. Geje i lesbijki stanowią ponad jedną trzecią mieszkańców. W 1985 roku miasto jako pierwsze w Stanach Zjednoczonych umożliwiło rejestrację związków partnerskich przez pary tej samej płci. W trakcie Halloween odbywa się tu barwna parada przyciagająca wielu turystów i mieszkańców niezależnie od orientacji seksualnej. Co roku odbywa się też duża parada z okazji święta dumy gejowskiej w Los Angeles (LA Pride – Christopher Street West), w której biorą udział także politycy, w tym burmistrz Los Angeles, i inne znane osobistości.